# Stokely Carmichael
Kwame Ture (/ˈkwɑːmeɪ ˈtʊəreɪ/; tên khai sinh Stokely Standiford Churchill Carmichael; 29 tháng 6 năm 1941 – 15 tháng 11 năm 1998) là một nhà tổ chức trong phong trào dân quyền ở Hoa Kỳ và phong trào Toàn Phi toàn cầu. Sinh ra ở Trinidad, ông lớn lên ở Hoa Kỳ từ năm 11 tuổi và trở thành một nhà hoạt động khi theo học tại Trường Khoa học Trung học Bronx. Ông là nhà lãnh đạo chủ chốt trong sự phát triển của phong trào Quyền lực đen, đầu tiên khi lãnh đạo Ủy ban điều phối bất bạo động của sinh viên (SNCC), sau đó là "Thủ tướng danh dự" của Đảng Black Panther (BPP), và cuối cùng là lãnh đạo của Đảng Cách mạng Nhân dân Toàn Phi (A-APRP).